# Christoph Seifriedsberger
Christoph Seifriedsberger (* 18. Oktober 1996; † 6. Januar 2023 in Sabaudia, Italien) war ein österreichischer Ruderer.

## Biografie
Christoph Seifriedsberger wurde zusammen mit Ferdinand Querfeld bei den Olympischen Jugendspielen 2014 Sechster im Zweier ohne Steuermann. Ein Jahr später wurde er im Vierer ohne Steuermann U23-Weltmeister in Rotterdam. Darüber hinaus nahm Seifriedsberger unter anderem an den Europameisterschaften 2018 und 2022 teil.
Am 6. Januar 2023 war Seifriedsberger im Trainingslager in Sabaudia, Italien mit einem Rennrad unterwegs. Der Österreicher wurde dabei von einem Auto erfasst und starb an der Unfallstelle im Alter von 26 Jahren.